# Serra de’ Conti
Serra de’ Conti település Olaszországban, Marche régióban, Ancona megyében. Lakosainak száma 3559 fő (2023. január 1.). Serra de’ Conti Arcevia, Barbara, Montecarotto és Ostra Vetere községekkel határos.

## Népesség
A település lakossága az elmúlt években az alábbi módon változott:
| Lakosok száma | 3765 | 3769 | 3559 |
|               | 2017 | 2018 | 2023 |